# Saison 1940 de la NFL
Navigation
Édition précédente Édition suivante
La saison 1940 de la NFL est la 21e saison de la National Football League. Elle voit le sacre des Bears de Chicago.

## Classement général
| Conférence Est         |      |      |      |        |          |            |
| Franchise              | Vic. | Déf. | Nuls | % vic. | Pts pour | Pts contre |
| Redskins de Washington | 9    | 2    | 0    | .818   | 245      | 142        |
| Dodgers de Brooklyn    | 8    | 3    | 0    | .727   | 186      | 120        |
| Giants de New York     | 8    | 4    | 1    | .600   | 131      | 133        |
| Steelers de Pittsburgh | 2    | 7    | 2    | .222   | 60       | 178        |
| Eagles de Philadelphie | 1    | 10   | 0    | .091   | 111      | 211        |

| Conférence Ouest     |      |      |      |        |          |            |
| Franchise            | Vic. | Déf. | Nuls | % vic. | Pts pour | Pts contre |
| Bears de Chicago     | 8    | 3    | 0    | .727   | 238      | 152        |
| Packers de Green Bay | 6    | 4    | 1    | .600   | 238      | 155        |
| Lions de Détroit     | 5    | 5    | 1    | .500   | 138      | 153        |
| Rams de Cleveland    | 4    | 6    | 1    | .400   | 171      | 191        |
| Cardinals de Chicago | 2    | 7    | 2    | .222   | 139      | 222        |

## Finale NFL
- 8 décembre 1940, à Washington devant 36 034 spectateurs, Bears de Chicago 73 - Redskins de Washington 0